# Zaćmienie Słońca z 11 lipca 2010

Całkowite zaćmienie Słońca z 11.07.2010

Całkowite zaćmienie Słońca z 11 lipca 2010 było widoczne na Oceanie Spokojnym oraz w Ameryce Południowej. Pas całkowitego zaćmienia natrafił zaledwie na kilka wysp Oceanii, m.in. na wyspę Mangaia w archipelagu Wysp Cooka, atole Hikueru i Amanu w Polinezji Francuskiej oraz na Wyspę Wielkanocną, po czym tuż przed zachodem słońca cień Księżyca przeciął tereny południowego Chile i Argentyny.
Zaćmienie osiągnęło swoje maksimum na środkowym Pacyfiku, ok. 2000 km na wschód od archipelagu Tuamotu. Faza całkowitego zaćmienia trwała tam 5 minut 20 sekund.